# Horlăceni
Horlăceni – wieś w Rumunii, w okręgu Botoszany, w gminie Șendriceni. W 2011 roku liczyła 600 mieszkańców.